# 105 aC
El 105 aC va ser un any del calendari romà prejulià. Durant la República i l'Imperi Romà es coneixia com l'Any del Consolat de Màxim i Rufus o també any 649 Ab urbe condita o de la fundació de la ciutat). L'ús del nom «105 aC» per referir-se a aquest any es remunta a l'alta edat mitjana, quan el sistema Anno Domini va ser el mètode de numeració dels anys més comú a Europa.

## Esdeveniments
- Gneu Mal·li Màxim i Publi Rutili Rufus són elegits cònsols.
- Mal·li Màxim obté la Gàl·lia Transalpina com a província, i per les dissensions amb el seu col·lega el procònsol Quint Servili Cepió és derrotat pels cimbres, dirigits per Beòrix i els teutons comandats per Teutobod, en una batalla, la batalla d'Arausio, en la qual moren els seus dos fills. Quan torna a Roma és acusat, i defensat per Marc Antoni l'orador.[2]
- Els cimbres, que haurien pogut atacar Roma després de la victòria, inexplicablement dirigeixen als Pirineus, i entren a Hispània.[3]

### Àfrica
- Luci Corneli Sul·la, qüestor a les ordres de Gai Mari és a Numídia, on fa presoner al rei Jugurta gràcies a una hàbil maniobra diplomàtica que li permet convèncer Boccus I, rei de Mauretània que es passi al costat dels romans.[4]
- Foners balears participen en la conquesta de Numídia, com a tropes auxiliars de l'exèrcit romà.[5]

## Naixements
- Ateu Pretextat, gramàtic grec que exercirà a Roma.[6]
- Marc Aci Balb, polític romà que es casarà amb Júlia, germana de Juli Cèsar.[7]